# Kleine rosse woelmuis
De kleine rosse woelmuis (Clethrionomys rutilus), ook wel kleine rode woelmuis of poolwoelmuis genoemd, is een soort woelmuis uit het noorden van Europa, Azië en Noord-Amerika.

## Kenmerken
De kleine rosse woelmuis heeft een rossig bruine vacht. Aan de buikzijde is de vacht roomkleurig. Anders dan de meeste andere rosse woelmuizen heeft de kleine rosse geen grijs in zijn vacht. Ze zijn ietwat groter en lichter gekleurd dan de verwante rosse woelmuis. De staart is zeer kort, 23 tot 35 millimeter lang, met 10 tot 12 millimeter lange borstelharen aan de punt. De kleine rosse woelmuis wordt 8 tot 11 centimeter lang en 15 tot 40 gram zwaar.

## Leefwijze
De kleine rosse woelmuis is zowel overdag als 's nachts actief. 's Zomers is hij echter meer een nachtdier. De kleine rosse woelmuis legt nesten en ondergrondse holen aan. Het nest, bestaande uit gras en mos, is meestal te vinden tussen boomwortels of stenen en in struiken of boomholten.
De kleine rosse woelmuis zoekt zowel op de grond als in bomen en struiken naar voedsel. Hij eet voornamelijk groene plantendelen, noten, zaden, schors, korstmossen, paddenstoelen en insecten. Hij legt vaak in het nest voedselvoorraden aan.

## Voortplanting
Na een draagtijd van 17 tot 20 dagen worden één tot elf jongen geboren. Het vrouwtje krijgt meestal twee à drie worpen per jaar. Alleen het vrouwtje zorgt voor de jongen. De jongen worden gespeend en zijn onafhankelijk na 17 tot 21 dagen. Vrouwtjes zijn na vier maanden geslachtsrijp.

## Verspreiding
De kleine rosse woelmuis komt voor in Oost-Scandinavië, Rusland, Kazachstan, China, Mongolië, Korea, Hokkaido (Japan), Alaska en het noordwesten van Canada. De kleine rosse woelmuis leeft voornamelijk in pijnboom- en berkenbossen, maar hij komt ook voorbij de noordelijke boomgrens voor, in wilgenstruiken of in meer open berkenbos. 's Winters is hij ook in gebouwen te vinden.